# Baltimore Opera Company
Pour les articles homonymes, voir BOC.
La Baltimore Opera Company (BOC) est une compagnie d'opéra de la ville de Baltimore dans l'État du Maryland aux États-Unis. Elle est actuellement basée dans le Lyric Opera House. 
En 1950, à la suite d'efforts amateurs, la compagnie fut créée sous le nom de Baltimore Civic Opera Company. Le premier directeur artistique fut le soprano Rosa Ponselle. En 1952, Ponselle emmena Beverly Sills à Baltimore pour la production Manon. En 1960, la compagnie se modernisa en attirant des fonds privés pour pouvoir se payer des professionnels et pour diversifier son repertoire. 
En 1963, la fondation Ford Foundation fit un don substantiel ce qui permit à la compagnie de pouvoir réaliser trois opéras chaque saison tout en ayant à sa disposition un directeur de production professionnel. Les réalisations furent Der Rosenkavalier en 1962 avec Kurt Adler; Rigoletto en 1964 avec Sherrill Milnes; Lucia di Lammermoor avec Anna Moffo; Turandot, en 1966 avec Birgit Nilsson et Teresa Stratas; et finalement Tales of Hoffmann en 1967 avec, Plácido Domingo, et Norman Treigle. En 1970, le nom fut modifié en Baltimore Opera Company dans le but de faire oublier la période amateuriste du début et de donner une nouvelle image. En 1976, lors du bicentenaire des États-Unis, la compagnie réalisa Inés de Castro, composé par Thomas Pasatieri. Parmi les artistes se trouvaient Richard Stilwell, James Morris, et Lili Chookasian (en).
En 1994, l'opéra reçut une récompense du National Arts Stabilization Fund ce qui pérennisa ses finances. Actuellement, la compagnie joue quatre productions par an. Lors de la saison 2007-2008, les opéras furent La forza del destino de Verdi, Maria Stuarda de Donizetti, Roméo et Juliette de Gounod et Madame Butterfly de Puccini.